# 张雄南
张雄南（1897年—1939年12月19日），别名英西，乳名耀，福建德化人，中华民国大陆时期地方割据势力头目。因为他有一双形似金鱼的眼睛，时人称之为“露目耀”。

## 生平
张雄南出生于德化县西山村，早年经营药材生意，自民国9年（1920年），张雄南先后投靠在地方团练张得起、李来，其舅父黄其明、黄其澜兄弟的麾下。1926年起，张雄南在德化、仙游、永泰一带开始向外发展自己的势力，在戴云山中以勒索、搜刮劫财为生。1929年黄氏兄弟相继死后，张雄南接管了黄氏遗留下来的武装力量，成为所在团部的团长。
1932年，在蒋介石的安排下，国民革命军第十九路军接管了福建的军政工作，同为草寇，拥有精良装备的陈国辉率部袭击张雄南的部队。双方对峙了几个月后，陈国辉被福建省政府綏靖公署诱捕并被枪毙，张雄南顺势堵截其残部，从而实力大增，吞并了许多其他匪部的势力范围，大肆抢掠平民。1933年，张雄南因杀了十九路军军官而遭十九路军出兵报复，遂逃离驻地躲避，十九路军撤军后才回到西山。
1934年1月，国民政府出兵镇压十九路军发动的闽变，任命张雄南为永德讨逆军司令，2月升任保安第五团团长，占领永春县城，旋即遭到陈育才、彭棠由安溪、南安两面夹攻而被迫撤回德化。陈仪接管福建省政府后，表面上对张雄南委以保安十一团团长，试图以裁军的名义剪除张雄南的羽翼，张雄南察觉后逃往香港遥控部队，请张克武代理团长一职。
1937年，张雄南向福建省政府悔过，经张克武的劝说，陈仪同意赦免张雄南，任命他为保安旅副旅长。翌年4月，张雄南回到福建，保安旅长黄苏在迎接他的途中被刺杀而死。回闽西后，张雄南又试图扩充势力，遭到省政府及其他势力的扼杀，陈仪以任命张雄南到福州任参议为由要免他的兵权，张雄南拒绝交出，遭通缉。
陈仪先后组建讨张逆指挥部、闽中剿匪指挥部围剿张雄南部队，指挥部司令黃珍吾于1939年围攻土云岐，将张雄南逼入石牛山一带，又以心理战瓦解张雄南主力部队，使得张雄南众叛亲离、四面楚歌，乃至于被困期间试图向日军请求帮助，并出任伪军“福建和平救国军”第二集团军总司令。1939年12月，张雄南失足跌落悬崖而死。

## 身后
张雄南死后，福建省政府为防止他的活动区域再次出现匪患，在仙游凤顶与德化、永泰交界地带设置凤顶特种区，实行特殊管理。但因匪患已除，加之屡次与周边各县发生边界争议和摩擦，凤顶特种区仅存在九个月就被撤销。